# وریتی لمبرت
وریتی لمبرت (انگلیسی: Verity Lambert؛ ‏ ۲۷ نوامبر ۱۹۳۵ – ۲۲ نوامبر ۲۰۰۷) تهیه‌کننده تلویزیونی و تهیه‌کننده فیلم اهل بریتانیا بود.
از فیلم‌ها یا مجموعه‌های تلویزیونی که وی در آن‌ها نقش داشته‌است، می‌توان به دکتر هو، رایلی، تک‌خال جاسوس‌ها، فریادی در تاریکی و آقای وقت‌شناس اشاره نمود.